# هكتور فابر
هكتور فابر (بالإنجليزية: Hector Fabre)‏ هو صحفي ودبلوماسي ومحامي وكاتب وسياسي كندي، ولد في 9 أغسطس 1834 بمونتريال في كندا، وتوفي في 2 سبتمبر 1910 بباريس في فرنسا. انتخب سفير وانتخب عضو مجلس الشيوخ الكندي.